# Henry Miller
Henry Valentine Miller (26 tháng 12 năm 1891 - ngày 7 tháng 6 năm 1980) là một nhà văn người Mỹ, đã chuyển tới Paris khi ông phát triển đến đỉnh cao nhất của sự nghiệp. Ông được biết đến với việc phá vỡ các hình thức văn học hiện có và phát triển một thể loại mới của tiểu thuyết bán tự truyện trong đó ông pha trộn các nghiên cứu nhân vật, phê bình xã hội, phản ánh triết học, ngôn ngữ tả chân, tình dục, chủ nghĩa siêu thực, và chủ nghĩa thần bí. Tác phẩm kinh điển của ông về thể loại này là Tropic of Cancer, Black Spring, Tropic of Capricorn và bộ ba truyện The Rosy Crucifixion, với nội dung dựa vào kinh nghiệm sống của ông tại New York và Paris (tất cả đều bị cấm ở Hoa Kỳ cho đến năm 1961). Ông cũng đã viết hồi ký du lịch, phê bình văn học, và vẽ tranh màu nước.

## Tuổi thơ
Miller được sinh ra tại nhà của gia đình ông, 450 East 85th Street, trong vùng Yorkville của Manhattan, thành phố New York. Ông là con trai của hai vợ chồng người Đức theo giáo hội Luther, Louise Marie (Neiting) và thợ may Heinrich Miller. Khi còn là một đứa trẻ, ông sống 9 năm tại 662 Đại lộ Driggs ở Williamsburg, Brooklyn, được biết đến tại thời điểm đó (và thường xuyên được nhắc đến trong các tác phẩm của ông) là Phường 14. Năm 1900, gia đình ông chuyển đến 1063 Decatur Street ở khu vực Bushwick của Brooklyn. Sau khi học xong tiểu học, mặc dù gia đình ông vẫn ở Bushwick, Miller theo học trường trung học Eastern District ở Williamsburg. Khi còn trẻ, ông đã hoạt động cho Đảng Xã hội chủ nghĩa Mỹ ("thần tượng kỳ quặc" của ông là nhà hoạt động xã hội đen Hubert Harrison). Miller theo học trường Cao đẳng Thành phố New York trong một học kỳ.

## Sự nghiệp

### Brooklyn, 1917–30
Miller kết hôn với người vợ đầu tiên của mình, Beatrice Sylvas Wickens, vào năm 1917; họ ly hôn vào ngày 21 tháng 12 năm 1923. Hai người có một con gái, Barbara, sinh năm 1919. Họ sống trong một căn hộ tại 244 6th Avenue ở Park Slope, Brooklyn. Vào thời điểm đó, Miller đang làm việc tại Western Union; ông làm việc ở đó từ năm 1920-24. Vào tháng 3 năm 1922, trong một kỳ nghỉ ba tuần, ông đã viết cuốn tiểu thuyết đầu tiên của mình, Clipped Wings. Nó chưa bao giờ được xuất bản, và chỉ còn lại các phân đoạn, mặc dù các phần của nó được sử dụng lại trong các tác phẩm khác, chẳng hạn như Tropic of Capricorn. Cuốn sách Clipped Wings là một tiểu thuyết về 12 người đưa hàng của Western Union, và theo Miller nó là "một cuốn sách dài và khá tồi."
Năm 1923, trong khi ông vẫn còn kết hôn với Beatrice, Miller đã gặp và trở nên say mê một vũ công vũ trường bí ẩn có tên thật là Juliet Edith Smerth nhưng đã lấy nghệ danh June Mansfield. Lúc đó June 21 tuổi. Họ bắt đầu ngoại tình và kết hôn vào ngày 1 tháng 6 năm 1924. Năm 1924, Miller bỏ Western Union để cống hiến hết mình cho việc viết văn. Miller sau này mô tả thời gian này - những cuộc đấu tranh của ông để trở thành một nhà văn, những hành vi tình dục phóng túng, thất bại, bạn bè và triết học - trong bộ ba tự truyện của ông The Rosy Crucifixion.
Tiểu thuyết thứ hai của Miller, Moloch: or, This Gentile World, được viết vào năm 1927–28, ban đầu dưới vỏ bọc của một cuốn tiểu thuyết được June viết vào tháng 6. Một người ngưỡng mộ June giàu có, Roland Freedman, đã trả tiền cho cô để viết tiểu thuyết; June cho anh ta xem các trang Miller viết mỗi tuần, giả vờ nó là của cô ấy. Cuốn sách không được xuất bản cho đến năm 1992, 65 năm sau khi nó được viết và 12 năm sau cái chết của Miller. Moloch dựa trên cuộc hôn nhân đầu tiên của Miller, với Beatrice, và những năm làm việc với tư cách là quản lý nhân sự tại văn phòng Western Union ở Lower Manhattan. Một cuốn tiểu thuyết thứ ba được viết vào khoảng thời gian này, Crazy Cock, cũng đã bị hủy xuất bản cho đến sau cái chết của Miller. Ban đầu có tiêu đề Lovely Lesbians, Crazy Cock (cùng với tiểu thuyết sau đó Nexus) kể về câu chuyện mối quan hệ thân thiết của June với nữ nghệ sĩ Marion, sau đó đã đổi tên thành Jean Kronski. Kronski sống với Miller và June từ năm 1926 cho đến năm 1927, khi June và Kronski cùng nhau đi Paris, bà đã bỏ Miller một mình, điều này khiến ông buồn bã. Miller nghi ngờ cặp đôi này có quan hệ đồng tính nữ. Trong khi ở Paris, June và Kronski không hòa thuận, và June trở về với Miller vài tháng sau đó. Kronski tự tử vào khoảng năm 1930.

### Paris, 1930–39
Năm 1928, Miller đã trải qua vài tháng ở Paris với June, chuyến đi được Freedman tài trợ. Một ngày trên đường phố Paris, Miller gặp một tác giả khác, Robert W. Service, người đã kể lại câu chuyện trong cuốn tự truyện của mình: "Chẳng mấy chốc chúng tôi bắt đầu trò chuyện về những cuốn sách. Bất ngờ ông ấy nói với ngữ điệu quyền uy, coi những người ghi chép của Khu phố Latinh là những kẻ khờ dại và tạp chí của họ là nhố nhăng, quái dị." Năm 1930, Miller chuyển đến Paris mà không có người đi cùng. Ngay sau đó, ông tập trung viết Tropic of Cancer, mô tả nó với bạn bè, "Ngày mai tôi sẽ bắt đầu viết một cuốn sách về Paris: Ngôi thứ nhất, không kiểm duyệt, không khuôn mẫu - vứt mẹ mọi thứ!" Mặc dù Miller có rất ít tiền trong năm đầu tiên ở Paris, mọi thứ bắt đầu thay đổi sau khi ông gặp gỡ Anaïs Nin. Cùng với Hugh Guiler, Nin trả toàn bộ tiền sinh hoạt cho Miller trong thập kỷ 1930 bao gồm cả tiền thuê căn hộ tại 18 Villa Seurat. Nin trở thành người tình của ông và tài trợ cho lần in đầu tiên của Tropic of Cancer vào năm 1934 với số tiền từ Otto Rank. Sau này Nin viết chi tiết trong nhật ký của mình về mối quan hệ của cô với Miller và vợ ông, June; tập đầu tiên, bao gồm những năm 1931-34, được xuất bản năm 1966. Cuối năm 1934, June ly hôn với Miller thông qua ủy quyền ở Mexico City.
Năm 1931, Miller được Chicago Tribune Paris tuyển dụng bởi như một người kiểm tra nội dung, nhờ vào người bạn Alfred Perlès làm việc ở đó. Miller đã nhân cơ hội này để gửi một số bài viết của riêng mình dưới tên Perlès, vì thời điểm đó chỉ có các biên tập viên mới được phép viết báo. Giai đoạn này ở Paris rất có tính sáng tạo cho Miller, và trong thời gian này ông cũng đã thiết lập một mạng lưới các tác giả có tầm ảnh hưởng và đáng kể sống quanh Villa Seurat. Vào thời điểm đó một tác giả người Anh trẻ tuổi, Lawrence Durrell, đã trở thành một người bạn suốt đời của ông, với thư từ của Miller với Durrell sau đó được xuất bản trong hai cuốn sách. Trong thời kỳ Paris của mình, ông cũng bị ảnh hưởng bởi chủ nghĩa siêu thực Pháp.
Tác phẩm của ông mô tả chi tiết về những trải nghiệm tình dục. Cuốn sách xuất bản đầu tiên của ông, Tropic of Cancer (1934), được Obelisk Press xuất bản ở Paris và bị cấm ở Hoa Kỳ với lý do dung tục. Gáy sách được bọc bằng một cảnh báo: "Không được nhập khẩu vào Hoa Kỳ hoặc Vương quốc Anh." Ông tiếp tục viết tiểu thuyết bị cấm; cùng với Tropic of Cancer, tác phẩm Black Spring (1936) và Tropic of Capricorn (1939) đã được mang lậu vào Hoa Kỳ, tạo dựng cho Miller một danh tiếng ngầm. Trong khi các tiểu thuyết nói trên vẫn bị cấm ở Hoa Kỳ trong hơn hai thập kỷ, vào năm 1939, New Directions xuất bản tác  phẩm The Cosmological Eye, cuốn sách đầu tiên của Miller được xuất bản ở Mỹ. Bộ sưu tập chứa các mẩu văn xuôi ngắn, hầu hết đều xuất hiện trong Black Spring và Max and the White Phagocytes (1938).
Miller sống ở Pháp cho đến tháng 6 năm 1939.

### Hy Lạp, 1939–40
In 1939 Durrell, đang sống ở Corfu, mời Miller đến Hy Lạp. Miller mô tả chuyến thăm này trong tác phẩm The Colossus of Maroussi (1941), đây cũng là tác phẩm ông thừa nhận là tốt nhất. Một trong những lời cảm ơn đầu tiên đối với Henry Miller với tư cách một nhà văn lớn hiện đại là của George Orwell trong bài luận năm 1940 "Inside the Whale", ở đó ông viết:
Dưới đây là ý kiến của tôi, Miller là nhà văn văn xuôi tưởng tượng duy nhất về những chuyện có giá trị nhỏ nhất đã xuất hiện trong số các cuộc thi nói tiếng Anh trong vài năm qua. Ngay cả khi điều đó được phản đối là quá lời, nó có thể sẽ được thừa nhận rằng Miller là một nhà văn không bình thường, đáng để xem; và sau cùng, ông là một nhà văn hoàn toàn tiêu cực, không có kiến trúc, vô đạo đức, chỉ là Jonah, một người chấp nhận cái ác một cách thụ động, một loại Whitman trong những xác chết.

### California, 1942–80
Năm 1940, Miller trở về New York; sau một chuyến đi kéo dài một năm trên khắp nước Mỹ, một hành trình sẽ trở thành tài liệu cho cuốn sách The Air-Conditioned Nightmare, ông quay trở lại California vào tháng 6 năm 1942, ban đầu cư trú ngay bên ngoài Hollywood tại Beverly Glen, trước khi định cư tại Big Sur năm 1944. Trong khi Miller đang thiết lập cơ sở của mình ở Big Sur, những cuốn sách Tropic, lúc đó vẫn bị cấm ở Mỹ, đã được xuất bản tại Pháp bởi Obelisk Press và sau đó là Olympia Press. Ở Pháp các cuốn sách này đã trở nên nổi tiếng một cách chậm chạp và ổn định ở giữa cả ở châu Âu và những vùng đất khác nhau của những cộng đồng người lưu vong Mỹ. Kết quả là, những cuốn sách của Miller thường được mang lậu vào Hoa Kỳ, nơi chúng được gây ảnh hưởng lớn đến thế hệ Beat mới của các nhà văn Mỹ, đáng chú ý nhất là Jack Kerouac, nhà văn Beat duy nhất mà Miller thực sự quan tâm. Vào thời điểm những cuốn sách bị cấm của ông được xuất bản tại Hoa Kỳ vào những năm 1960 và ông ngày càng trở nên nổi tiếng, Miller không còn quan tâm đến hình tượng của ông như một nhà văn ngoài vòng pháp luật với những cuốn sách đầy ngôn từ tục tĩu; tuy nhiên, cuối cùng ông đã từ bỏ việc chống lại hình tượng này của ông.
Năm 1942, ngay trước khi chuyển đến California, Miller bắt đầu viết Sexus, cuốn tiểu thuyết đầu tiên trong bộ ba The Rosy Crucifixion, một tiểu thuyết hư cấu ghi lại thời gian sáu năm của cuộc đời chính ông ở Brooklyn yêu June và đang cố gắng trở thành một nhà văn. Giống như một số tác phẩm khác của ông, bộ ba tiểu thuyết này hoàn thành vào năm 1959, ban đầu bị cấm tại Hoa Kỳ, và chỉ được xuất bản ở Pháp và Nhật Bản. Trong các tác phẩm khác được viết về thời gian sống ở California, Miller đã rất chỉ trích thẳng thắn chủ nghĩa tiêu thụ ở Mỹ, như được phản ánh trong Sunday After The War (1944) và The Air-Conditioned Nightmare (1945). Tiểu thuyết Big Sur and the Oranges of Hieronymus Bosch, xuất bản năm 1957, là một bộ sưu tập những câu chuyện về cuộc sống và bạn bè của Miller ở Big Sur.
Năm 1944, Miller gặp và kết hôn với người vợ thứ ba, Janina Martha Lepska, một sinh viên triết học trẻ hơn ông 30 tuổi. Họ có hai con: một con trai, Tony và một con gái, Valentine. Hai người ly hôn vào năm 1952. Năm sau, ông kết hôn với nghệ sĩ Eve McClure, 37 tuổi. Họ ly hôn năm 1960, và bà qua đời vào năm 1966, có khả năng là kết quả của chứng nghiện rượu. Năm 1961, Miller sắp xếp một cuộc hội ngộ ở New York với người vợ cũ của mình và chủ đề chính của bộ ba tiểu thuyết The Rosy Crucifixion, June. Họ đã không gặp nhau trong gần ba thập kỷ. Trong một bức thư gửi cho Eve, Miller đã mô tả cú sốc của mình về sự xuất hiện "khủng khiếp" của June, vì lúc đó bà đã bị thoái hóa cả về thể xác và tinh thần.
Năm 1959, Miller viết một câu chuyện ngắn mà ông gọi là "câu chuyện kỳ dị nhất". Nó thực sự là một tác phẩm hư cấu có tựa đề "The Smile At the Foot of the Ladder".
Vào tháng 2 năm 1963, Miller chuyển đến 444 Ocampo Drive, Pacific Palisades, Los Angeles, California, nơi ông ở trong 17 năm cuối đời. Năm 1967, Miller kết hôn với người vợ thứ năm của mình, Hoki Tokuda (ja:ホキ徳田). Năm 1968, Miller ký ủng hộ "Writers and Editors War Tax Protest", nội dung từ chối thanh toán thuế để phản đối chiến tranh Việt Nam. Sau khi di chuyển đến Ocampo Drive, ông thường tổ chức bữa tiệc tối cho các nhân vật nghệ thuật và văn học thời đó. Đầu bếp và người chăm sóc của Miller là một người mẫu trẻ tuổi tên là Twinka Thiebaud, người sau này đã viết một cuốn sách về các cuộc trò chuyện buổi tối của ông. Những kỷ niệm của Thiebaud về các bài nói chuyện của Miller được xuất bản trong một cuốn sách viết lại và có tựa đề mới năm 2011.
Chỉ có 200 cuốn chapbook của Miller năm 1972, On Turning Eighty, đã được xuất bản. Được xuất bản bởi Capra Press, phối hợp với Yes! Press, đây là tập đầu tiên của loạt bài "Yes! Capra" và dài 34 trang. Cuốn sách có ba bài tiểu luận về các chủ đề như lão hóa và sống một cuộc sống ý nghĩa. Liên quan đến việc đạt đến 80 tuổi, Miller giải thích:

Nếu ở tuổi tám mươi, bạn không bị liệt hoặc bị bán thân bất toại, nếu bạn có sức khỏe, nếu bạn vẫn thích đi bộ, một bữa ăn ngon (với tất cả các đồ đi kèm), nếu bạn có thể ngủ mà không uống thuốc trước, nếu chim và hoa, núi và biển vẫn truyền cảm hứng cho bạn, bạn là một cá nhân may mắn nhất và bạn nên quỳ xuống vào mỗi buổi sáng và ban đêm và cảm ơn Chúa lòng lành vì ngài đã gìn giữ sức khỏe cho bạn.
Cuối đời, Miller đóng phim với Warren Beattytrong phim Reds năm 1981, cũng được Beatty đạo diễn. Ông nói về những hồi tưởng của ông về John Reed và Louise Bryant như một phần của một loạt các "nhân chứng". Bộ phim được phát hành mười tám tháng sau cái chết của Miller. Trong bốn năm cuối đời, Miller đã có một chuỗi thư từ liên tục với hơn 1.500 thư với Brenda Venus, một người mẫu trẻ, nữ diễn viên và vũ công của Playboy. Một cuốn sách tập hợp thư từ của họ đã được xuất bản vào năm 1986.

## Cái chết
Miller qua đời vì biến chứng hệ tuần hoàn tại nhà của ông ở Pacific Palisades vào ngày 7 tháng 6 năm 1980, ở tuổi 88. Xác của ông đã được hỏa táng và tro của ông được chia sẻ cho con trai của ông Tony và con gái Val. Tony đã tuyên bố rằng cuối cùng anh ta định dùng tro của mình trộn lẫn với tro của cha mình và rải ở Big Sur.